# 渗流

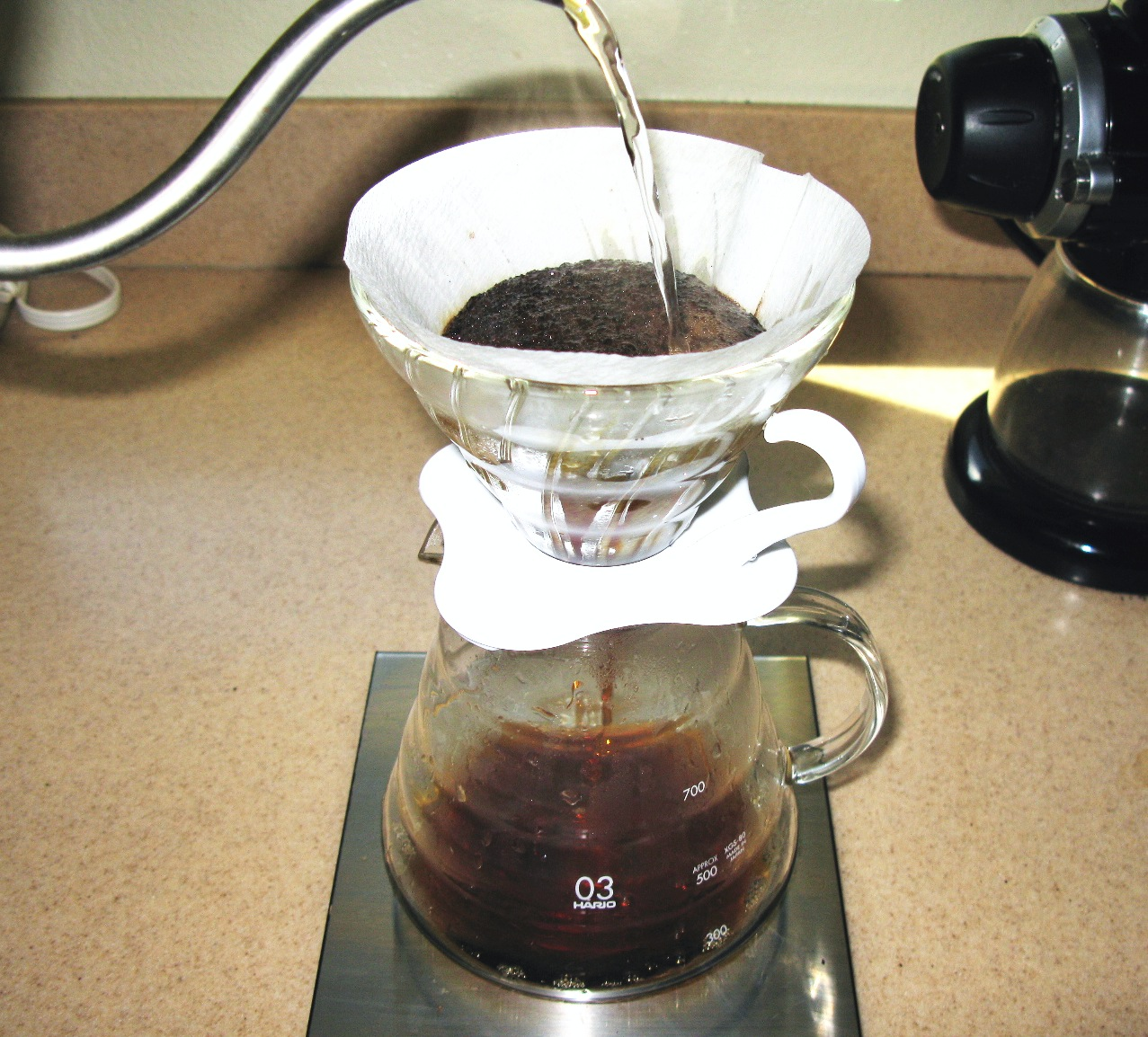
在制作过滤咖啡时，可溶物质会脱离咖啡粉并与水形成咖啡。不溶于水的物质（以及颗粒）会留在咖啡滤纸上。

在物理、化學和材料科學中，渗流（从拉丁语Percōlāre而来，意为“过滤”或“涓流”）指的是液体通过多孔材料时的运动和过滤行为。

## 背景
在过去数十年中，对渗流现象进行的数学研究（即渗流理论），给包括物理学、材料科学、复杂网络、流行病学中的多个课题提供了新的理解和技术工具。例如，在地质学中，渗流指的是水通过土壤和可渗透性岩石的过滤行为。通过水的流动。含水层中的地下水得到补给。在计划建设需要大量水资源的渗流域 或 化粪池排水域时，有必要事先进行渗透测试，以确定事先规划的结构是否可行。
渗流通常呈现出普遍性。因此，统计物理学中的概念，如标度理论、重整化、相變、临界现象、和分形可以被用来描述渗流的性质。另一方面，组合数学是用来研究渗透阈值的常用手段。
由于通过分析模型来求解渗流非常复杂，人们一般借助于数值计算。目前速度最快的渗流算法是2000年由马克·纽曼(Mark Newman)和罗伯特·齐夫(Robert Ziff)提出。

## 例子
- 过滤咖啡：溶液为水，可渗透的物质是咖啡粉，溶质为带给咖啡色香味的可溶性化合物。
- 树木在阳光照射和压力的双重作用下出现裂纹。
- 多孔介质中的物质运动。

## 延伸閱讀
- 哈利·克斯汀， 什么是渗流? （页面存档备份，存于） AMS笔记，2006年五月
- 穆罕默德·萨伊米（1994）渗流理论应用，Taylor&Francis出版社 ISBN 0-7484-0075-3，ISBN 0-7484-0076-1
- 杰弗里·格里麦特（1999）渗流 (第二版) （页面存档备份，存于） 斯普林格出版社
- D.本·亚伯拉罕, S.哈夫林（2000）分形和无序系统中的扩散与反应 （页面存档备份，存于），剑桥大学出版社
- 波罗巴思·贝拉；莱尔顿·奥利弗 (2006) 渗流，剑桥大学出版社， ISBN 0521872324

## 外部連結
- 渗流理论简介：Shlomo Havlin所制的短期课程 （页面存档备份，存于）